# ستاتیس گیاللز
ستاتیس گیاللز (به انگلیسی: Stathis Giallelis) (زاده ۲۱ ژانویهٔ ۱۹۴۱) بازیگر یونانی است.
از فیلم‌های معروف او می‌توان به بازی در فیلم آمریکا، آمریکا اشاره کرد.